# 哈加宮
哈加宮（瑞典語：Haga slott），前名王后樓（瑞典語：Drottningens paviljong），是位於瑞典索爾納市哈加公園內的宮殿。哈加宮由古斯塔夫六世·阿道夫國王授權，於1802至1804年間建造，風格為新古典主義。
現任國王卡爾十六世·古斯塔夫和姐姐都是在哈加宮出生。1947年他們的父親古斯塔夫·阿道夫親王死於空難後，國王一家便遷至斯德哥爾摩王宮。1966年，卡爾十六世·古斯塔夫把哈加宮的處置權轉交瑞典政府，以接待政府賓客。
2009年4月，瑞典首相弗雷德里克·賴因費爾特宣佈，政府將會把哈加宮的處置權交還王室，以供維多利亞公主和丹尼爾親王2010年6月婚後用作官方居所。